# Windeckhaus

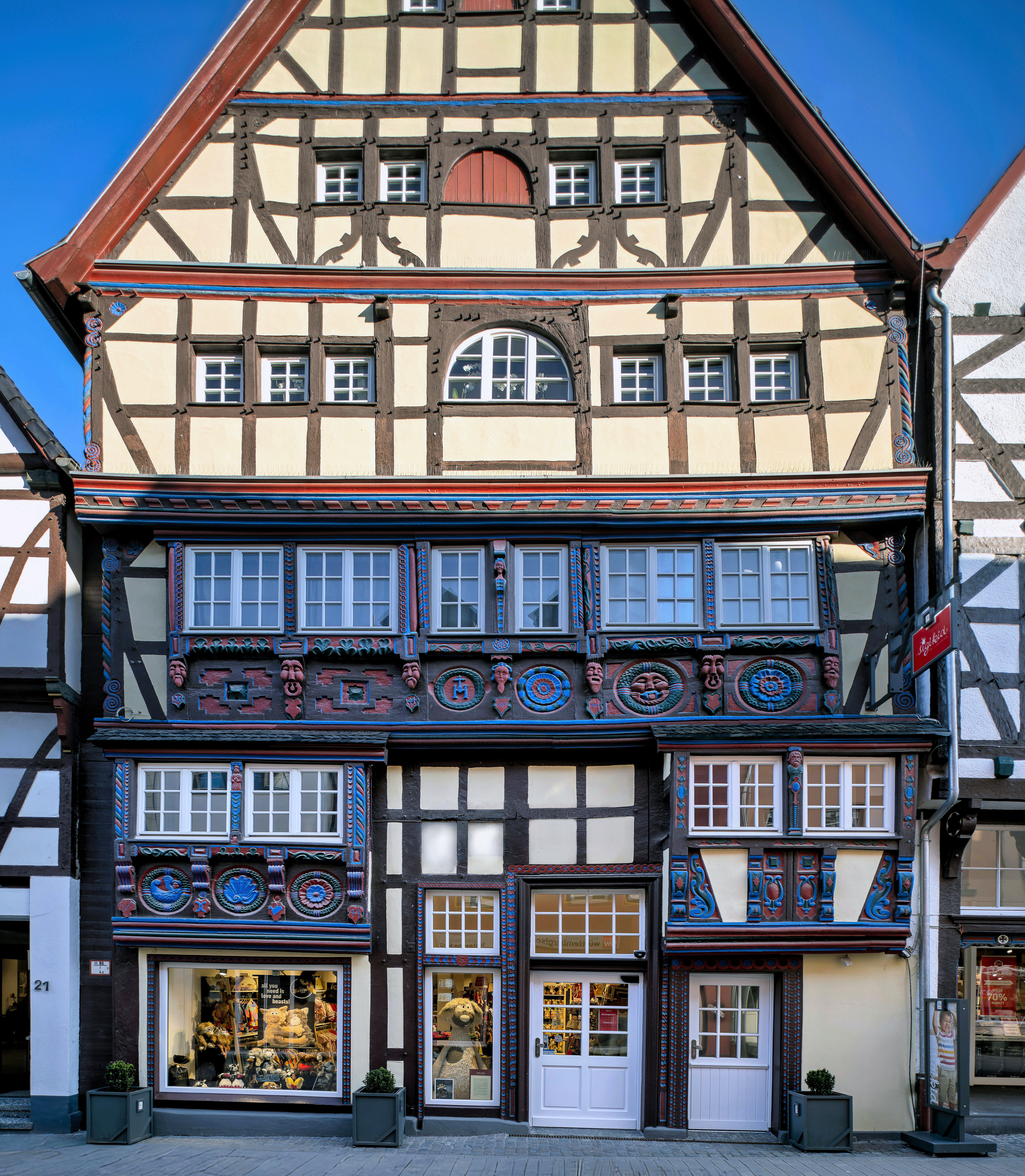
Das Windeckhaus (2025)

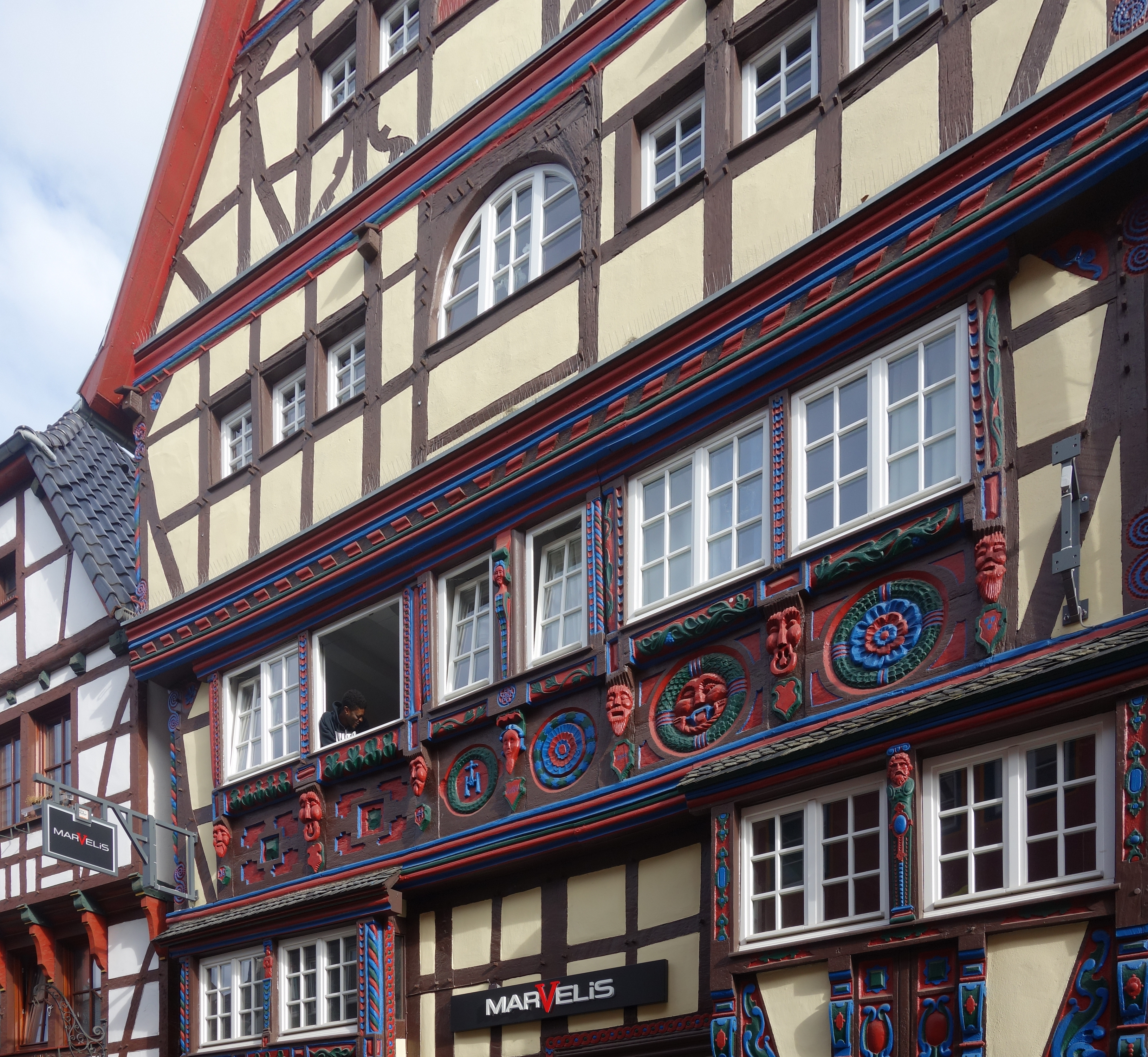
Fassadenteil (2019)

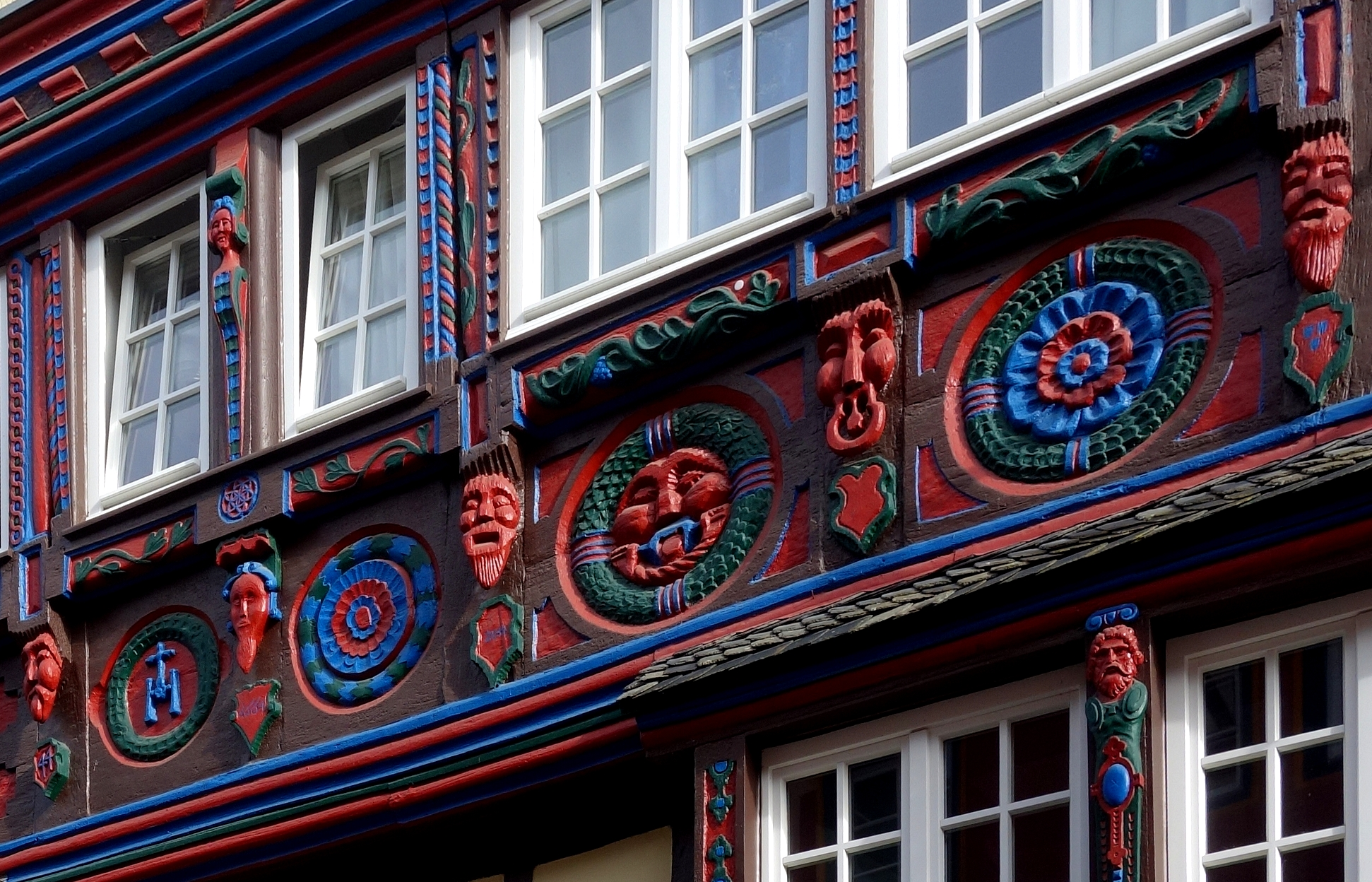
Gefache (2019)

Das Windeckhaus ist ein denkmalgeschütztes Fachwerkhaus in der Stadt Bad Münstereifel im Kreis Euskirchen im Süden des Landes Nordrhein-Westfalen. Es ist das größte in einem Bauensemble alter Fachwerkhäuser in der Fußgängerzone der Stadt.

## Geschichte
Das nach dem Hofrat Windeck benannte Haus wurde in den Jahren 1644 bis 1664 im Baustil der Häuser von der Mittelmosel erbaut. Bauherr war der wohlhabende Geschäftsmann Paulus Pick. Die aufwändig bunt bemalten Schnitzereien an der Hausfront zeugen vom Reichtum des Bauherrn. Der Hofrat Windeck bewohnte das Haus erst im 18. Jahrhundert.
Im Erdgeschoss des Gebäudes befanden sich Kontor und Laden mit der Waage, im ersten und zweiten Geschoss die Wohnräume und die Hängestuben und darüber die Lagerräume.
Insbesondere wegen seines reichen Schnitzwerks, der beiden Hängestubenerker und der Gefache unter den Fenstern gilt das Windeckhaus als eines der schönsten Fachwerkhäuser im Rheinland.
2012 erschienen eine Briefmarke der Serie Deutscher Fachwerkbau mit dem Windeckhaus sowie ein dazu gehöriger Sonderstempel.
Im ehemaligen Kontor ist heute ein Modegeschäft untergebracht.

## Denkmalschutz
Das Windeckhaus ist unter der Nummer 1 in der Liste der Baudenkmäler in Bad Münstereifel verzeichnet.